# 半蔵山
半蔵山（はんぞうやま、はんぞうさん）は栃木県宇都宮市にある山。標高は502.1m。半蔵山山頂部とその南麓部は宇都宮県立自然公園に指定されている。

## 概要
半蔵山は、栃木県宇都宮市の北部郊外に在る標高502.1mの山である。篠井富屋連峰の南西側、鞍掛山の北東側に位置する。北東から南西方向に長い尾根を有し、その長い尾根上およびそこから派生する小尾根には最高点502.1mの山頂ピークのほか無数の小ピークを有する。山中には岩がむき出しとなっている所が多く見られるが、これは宇都宮層と呼ばれる古生層の岩石であり、チャートや粘板岩、砂岩から成る。かつては徳次郎石の採石も行われていたと云われているが、現在は廃れている。東麓の富屋地区には江戸時代に成立した日光街道のほか、平安時代から戦国時代に繁栄した古道『旧日光街道』が通り、沿道には歴史遺産も存在する。
緩やかな斜面には一部を除き針葉樹林が広がり、現在も里山として植樹や材木の切り出しも行われている。山頂部には高木が茂り、眺望は良くない。
宇都宮市街中北部にある戸祭山からは長岡町の宇都宮丘陵越しに、また八幡山の宇都宮タワー展望台からは戸祭山の戸祭配水場配水塔の向こうに、その丸い尾根が臨まれる。

## 山名
半蔵山の山名の由来を示す資料は無いが、山の半腹に行基作の傳法寺本尊薬師仏が蔵されることに拠るとの説がある。

## 登山
半蔵山の山頂を目指すための登山道やハイキングコース等は整備されていない。半蔵山の南東にあってハイキングコースにもなっている男抱山からは半蔵山山頂に向けて明確な踏み跡が残されており、途中林道を経由しながらの登山が可能である。ほか、山腹には鉄塔の巡視路や舗装された林道（牛沢天王寺線など）が整備されているほか、南西麓には493mピークに近いピーク（羽黒山）に向かう羽黒山登山道（踏み跡）がある。
山頂部も含め、見晴らしはあまり良くない。

## 周辺
半蔵山の東麓から北麓にかけては、日光宇都宮道路や国道119号（日光街道）が通り、東北自動車道や国道4号方面から日光へマイカーで訪れる観光客等は図らずも当山の麓を経ることになる。江戸時代に整備された日光街道沿道には、熱心な寄進者の植樹により形成されたサクラ並木やスギ並木が現在も残されている。当山北麓の日光街道沿い、船生街道入口交差点脇には一里塚があり、江戸時代の文化の名残を今に伝えている。
北西から南東にかけての山麓平地部には半蔵山の山体部を迂回するように田川が北西から南東に向けて流れている。
また東麓には寺社が多く存在し、傳法寺や琴平山神社、守勝神社、智賀都神社、秋葉神社など山岳信仰の対象であった歴史が推察される。付近の寺社は以下のとおり。日光街道の沿道である東麓に多く見られるが、北西麓にも小さな木製祠などがある。
- 傳法寺
  - 半蔵山の東麓にある。
- 琴平山神社
  - 半蔵山の南東麓にある。
- 守勝神社
  - 半蔵山の東麓にある。
- 智賀都神社
  - 半蔵山の東麓、国道119号（日光街道）の沿道東側にある。ただし、当社は二荒神を勧請して千勝の杜に祀ったものと云われている。
- 秋葉神社
  - 半蔵山の東麓にある。

## 参考資料
- 日本国土地理院 地図閲覧サービス 2万5千分1地形図名：大谷(宇都宮)
- 宇都宮県立自然公園 指定書及び公園計画書
- 宇都宮県立自然公園 / 栃木県
- 昭文社 MAPPLE地図 栃木県宇都宮市徳次郎町周辺の地図
- ゼンリン地図 栃木県宇都宮市徳次郎町周辺の地図
- 『日光道中絵図巻6』（下戸祭村から大沢宿まで）